# 대한민국 형사소송법 제203조
대한민국 형사소송법 제203조는 검사의 구속기간을 10일로 하는 형사소송법의 조문이다.  법원 심사로 수사 기관의 구속 수사 기간이 지나치게 줄어드는 것을 방지하기 위하여 10일의 구속 수사 기간에 구속 전 피의자 심문(영장실질심사)과 구속적부심을 포함하지 않는다.

## 조문
제203조(검사의 구속기간) 검사가 피의자를 구속한 때 또는 사법경찰관으로부터 피의자의 인치를 받은 때에는 10일 이내에 공소를 제기하지 아니하면 석방하여야 한다.

## 참조 조문
제92조(구속기간과 갱신) ① 구속기간은 2개월로 한다.  <개정 2007.6.1.>
②제1항에도 불구하고 특히 구속을 계속할 필요가 있는 경우에는 심급마다 2개월 단위로 2차에 한하여 결정으로 갱신할 수 있다. 다만, 상소심은 피고인 또는 변호인이 신청한 증거의 조사, 상소이유를 보충하는 서면의 제출 등으로 추가 심리가 필요한 부득이한 경우에는 3차에 한하여 갱신할 수 있다.  <개정 2007.6.1.>
③제22조, 제298조제4항, 제306조제1항 및 제2항의 규정에 의하여 공판절차가 정지된 기간 및 공소제기전의 체포·구인·구금 기간은 제1항 및 제2항의 기간에 산입하지 아니한다.  <신설 1961.9.1., 1995.12.29., 2007.6.1.>

국가보안법 제19조(구속기간의 연장) ① 지방법원판사는 제3조 내지 제10조의 죄로서 사법경찰관이 검사에게 신청하여 검사의 청구가 있는 경우에 수사를 계속함에 상당한 이유가 있다고 인정한 때에는 형사소송법 제202조의 구속기간의 연장을 1차에 한하여 허가할 수 있다.
②지방법원판사는 제1항의 죄로서 검사의 청구에 의하여 수사를 계속함에 상당한 이유가 있다고 인정한 때에는 형사소송법 제203조의 구속기간의 연장을 2차에 한하여 허가할 수 있다.
③제1항 및 제2항의 기간의 연장은 각 10일 이내로 한다.
[단순위헌, 90헌마82, 1992.4.14. 국가보안법(1980. 12. 31. 법률제3318호, 개정 1991. 5. 31. 법률제4373호) 제19조중 제7조 및 제10조의 죄에 관한 구속기간 연장부분은 헌법에 위반된다.]

## 사건
2025년 1월 15일 오전 10시33분 윤석열 대통령이 체포되었고 대통령을 구속할 수 있는 시간은 27일이 아닌 1월 25일 자정이다. 이유는 1월 24일 자정까지만 체포적부심 또는 구속영장실질심사가 진행돼 법원이 수사 관계 서류와 증거물을 접수한 때부터 결정 후 검찰청에 반환된 때까지의 기간은 구속 기간에 빠지므로 구속영장실심사와 체포적부심에 소요된 시간은 모두 합산해 48시간이 되지 않아 하루만 공제돼야 하기 때문이다.

## 해설
1차에 한하여 연장가능하며 국가보안법 위반사건은 2차 연장이 가능하다.

## 참고 문헌
- 손동권 신이철, 새로운 형사소송법(초판, 2013), 세창, 2013. ISBN 9788984114081

## 같이 보기
- 대한민국 형사소송법 제92조
- 구속
- 국가보안법